# نوكيا N800
نوكيا N800 (بالإنجليزية: Nokia N800)‏ عبارة عن جهاز إنترنت لوحي لاسلكي من نوكيا، تم الإعلان عنه أصلاً في مؤتمر لاس فيغاس سي إي أس 2007 في يناير 2007. يسمح جهاز N800 للمستخدم بتصفح الإنترنت والتواصل باستخدام شبكات واي-فاي أو عبر الهاتف المحمول بواسطة البلوتوث. تم تطوير جهاز N800 ليكون البديل لجهاز نوكيا 770. وهو يتضمن راديو إف إم وراديو إنترنت، وقارئ أخبار آر إس إس، وعارض صور ومشغل وسائط لملفات الصوت والفيديو.

## المواصفات
- شبكة الجيل الثاني: لا يوجد
- حجم الشاشة: 480 × 800 بيكسل، 4.13 إنچ
- نوع الشاشة: شاشة تعمل باللمس المقاوم، 56 ألف لون
- سجل المكالمات: لا يوجد
- فتحة بطاقة الذاكرة: فتحتان للبطاقة
- الذاكرة الداخلية: 256 ميغابايت
- الذاكرة الخارجية: 128 ميغابايت
- ممـــيزات الكــاميرا: مكالمة-فيديو
- جودة الفيديو: 352x288 بيكسل
- بلــــوتوث: يوجد، الإصدار 2.0
- جي بي أر أس (GPRS): لا يوجد
- يو اس بي (USB): يوجد، الإصدار 2.0
- متصفح الإنترنت: HTML
- نظام التشغيل: مايمو 4.0
- الألوان: فضي واسود[4]